# Amina Tuchtajewa
Amina Tuchtajewa (ros. Амина Тухтаева, ur. 31 maja 2004 w Ałmaty) – kazachska skoczkini narciarska. Uczestniczka zimowych igrzysk olimpijskich młodzieży (2020) oraz zimowych igrzysk azjatyckich dzieci (2019). Medalistka mistrzostw kraju.

## Igrzyska olimpijskie młodzieży
| Miejsce | Dzień       | Rok  | Miejscowość | Skocznia   | Punkt K | HS    | Konkurs  | Skok 1 | Skok 2 | Nota      | Strata    | Zwyciężczyni   |
| ------- | ----------- | ---- | ----------- | ---------- | ------- | ----- | -------- | ------ | ------ | --------- | --------- | -------------- |
| 29.     | 19 stycznia | 2020 | Prémanon    | Les Tuffes | K-81    | HS-90 | indywid. | 61,0 m | 64,5 m | 118,5 pkt | 111,1 pkt | Anna Szpyniowa |

## Zimowe igrzyska azjatyckie dzieci
| Miejsce | Dzień     | Rok  | Miejscowość     | Skocznia       | Punkt K | HS    | Konkurs      | Skok 1 | Skok 2 | Nota                  | Strata   | Zwycięzca           |
| ------- | --------- | ---- | --------------- | -------------- | ------- | ----- | ------------ | ------ | ------ | --------------------- | -------- | ------------------- |
| 4.      | 12 lutego | 2019 | Jużnosachalińsk | Tramplin Santa | K-70    | HS-80 | ind.         | 56,0 m | 63,5 m | 159,7 pkt             | 54,2 pkt | Wieronika Szyszkina |
| 7.      | 14 lutego | 2019 | Jużnosachalińsk | Tramplin Santa | K-70    | HS-80 | druż. miesz. | 52,5 m | 60,5 m | 321,4 pkt (132,4 pkt) | 76,6 pkt | Kazachstan I        |

## Letni Puchar Kontynentalny

### Miejsca w klasyfikacji generalnej
| Sezon | Miejsce |
| ----- | ------- |
| 2019  | 58.     |

### Miejsca w poszczególnych konkursachLetniego Pucharu Kontynentalnego
| 2019                                                         |             |         |         |             |       |       |        |
| Szczuczyńsk                                                  | Szczuczyńsk | Szczyrk | Szczyrk | Lillehammer | Stams | Stams | punkty |
| 17                                                           | 17          | -       | -       | -           | -     | -     | 28     |
| Legenda                                                      |             |         |         |             |       |       |        |
| 1 2 3 4-10 11-30 poniżej 30 - − zawodniczka nie wystartowała |             |         |         |             |       |       |        |

## FIS Cup

### Miejsca w klasyfikacji generalnej
| Sezon     | Miejsce |
| --------- | ------- |
| 2019/2020 | 80.     |

### Miejsca w poszczególnych konkursachFIS Cup
| Sezon 2019/2020                                              |         |             |             |        |        |        |        |         |         |                |                |           |           |         |         |        |
| Szczyrk                                                      | Szczyrk | Szczuczyńsk | Szczuczyńsk | Ljubno | Ljubno | Râșnov | Râșnov | Villach | Villach | Oberwiesenthal | Oberwiesenthal | Rastbüchl | Rastbüchl | Villach | Villach | punkty |
| -                                                            | -       | 15          | 15          | -      | -      | -      | -      | -       | -       | -              | -              | -         | -         | -       | -       | 32     |
| Legenda                                                      |         |             |             |        |        |        |        |         |         |                |                |           |           |         |         |        |
| 1 2 3 4-10 11-30 poniżej 30 - − zawodniczka nie wystartowała |         |             |             |        |        |        |        |         |         |                |                |           |           |         |         |        |